# La Course au bonheur
Pour plus de détails, voir Fiche technique et Distribution.
La Course au bonheur (Sweetheart of Sigma Chi), est un film américain en noir et blanc réalisé par Jack Bernhard et William Beaudine, sorti en 1946.
Une version précédente a été tournée en 1933 : Les Gaietés du collège.

## Synopsis
À l'université, des joueurs d'aviron font pression sur le propriétaire de la boîte de nuit locale (servant uniquement des boissons non alcoolisées) afin que l'équipe d'aviron de l'université adverse perde la prochaine course....

## Fiche technique
- Titre : La Course au bonheur
- Titre original : Sweetheart of Sigma Chi
- Réalisation : Jack Bernhard, William Beaudine
- Scénario : Michael Jacoby, George Waggner
- Photographie : L. William O'Connell
- Montage : William Austin
- Musique : Edward J. Kay
- Producteur : Jeffrey Bernerd
- Société de production et de distribution: Monogram Pictures
- Pays d'origine : États-Unis
- Langue : anglais
- Format : noir et blanc – 35 mm – 1,37:1 – son mono (Western Electric Mirrophonic Recording)
- Genre : Comédie musicale
- Durée : 76 min
- Dates de sortie :
  - États-Unis : 16 novembre 1946
  - France : 28 novembre

## Distribution
- Phil Regan : Lucky Ryan
- Elyse Knox : Betty Allen
- Phil Brito : Phil Howard
- Ross Hunter : Ted Sloan
- Tom Harmon : l'entraîneur
- Ann Gillis : Sue
- Paul Guilfoyle : Frankie
- Edward Brophy : Arty
- Fred Coby : Bill Ryan (crédité Fred Colby)
- Alan Hale Jr. : Mike Mitchell
- David Holt : Tommy Carr
- Marjorie Hoerner : Margie
- William Beaudine Jr. : Charlie
- Emmett Vogan Jr. : Emmett
- Ruth Allen : Ruth
- Robert Arthur : Harry Townsend
- Fred Datig Jr. : Fred
- Frankie Carle : et son orchestre
- Slim Gaillard : et son trio

## Autour du film
- Les acteurs Elyse Knox et Tom Harmon sont mari et femme dans la vie.
- Sigma Chi (ΣΧ) est le nom de l'une des plus grandes confréries estudiantines masculines de l'Amérique du nord (fondée en 1855).
- The Sweetheart of Sigma Chi est le titre d'une chanson estudiantine écrite en 1911. Elle est souvent appelée la chanson la plus aimée et la plus populaire des confréries universitaires américaines.